# Taquillero

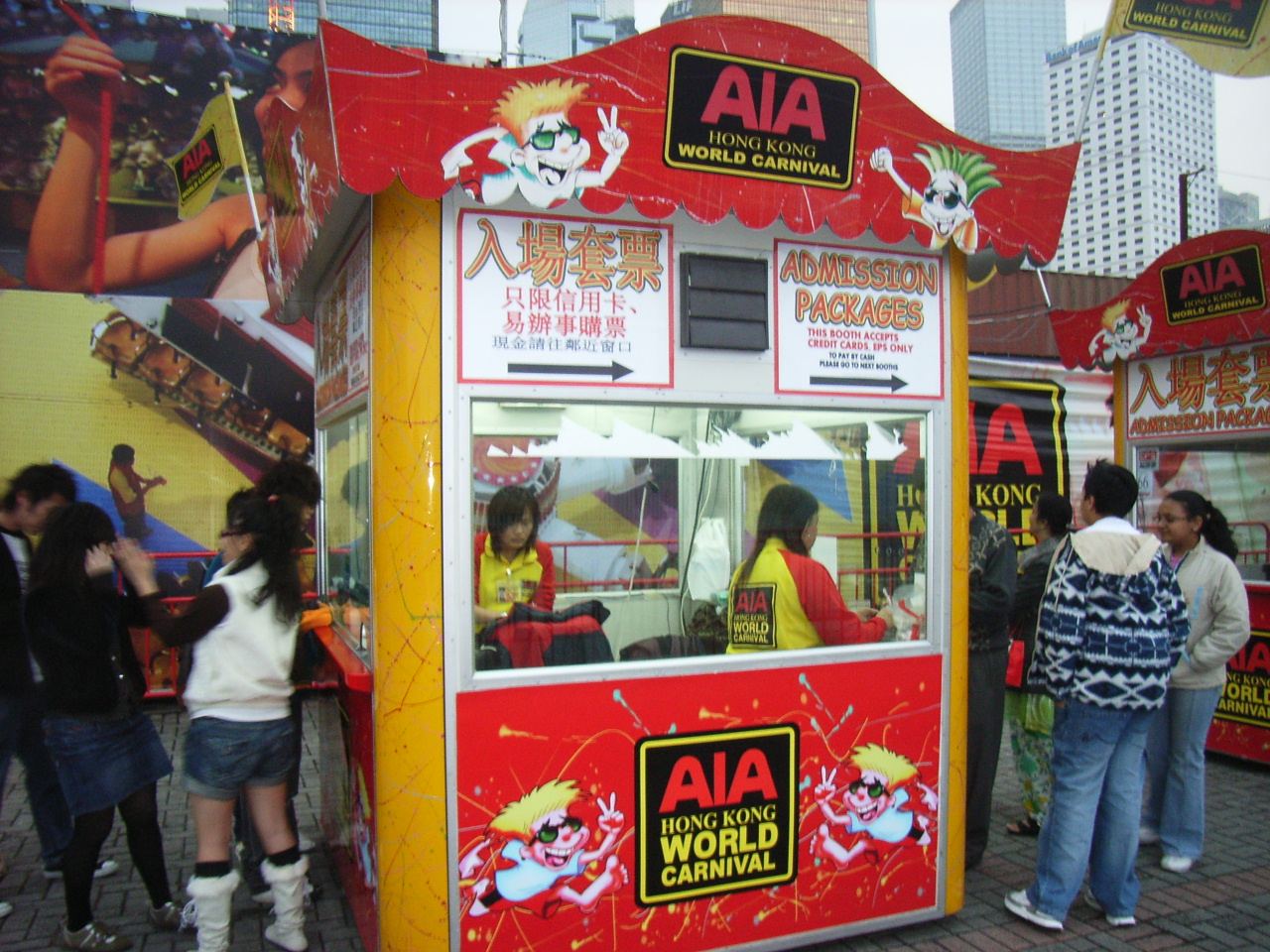
Taquilleras en Hong Kong

Se denomina taquillero a la persona que vende billetes para medios de transporte o entradas para espectáculos en una taquilla.
Los billetes que proporciona pueden ser de autobús, metro, ferry, tren, tranvía o cualquier otro medio de transporte. En cuanto a los espectáculos, los taquilleros se encuentran a la entrada de los estadios de fútbol, canchas de baloncesto, cines, teatros, circos y cualquier otro espectáculo deportivo, cultural o de ocio. 
La principal función de los taquilleros es suministrar el número de entradas solicitado por el cliente y cobrar su importe. Si las entradas son numeradas, informan sobre las localización de las butacas disponibles o asesoran sobre los emplazamientos de mejor visibilidad. En medios de transporte con plaza asignada pueden dar a elegir asientos de pasillo o ventana o de fumador o no fumador. Así mismo, asesoran sobre las diferentes tarifas disponibles, abonos y descuentos así como horarios de los espectáculos o salas de proyección. 
Los taquilleros toman a veces reservas telefónicas, cobran el importe de los billetes y, al final del día, hacen el balance del dinero ingresado y el número de entradas vendidas.
En algunas ocasiones, ejercen funciones adicionales como recoger billetes de pasajeros en la estación o en las atracciones de los parques de atracciones. 